# Dombokpuszta
Dombokpuszta, ukrán nyelven Домбоки, falu Ukrajnában, Kárpátalján, a Munkácsi járásban.

## Fekvése
Beregszásztól északra Munkácstól északnyugatra fekvő település.

## Története
A 109 méterrel a tengerszint felett fekvő falucskának 493 lakosa van.